# Hiroko Okano
Hiroko Okano (jap. 岡野弘子 Okano Hiroko; ur. 25 maja 1976 w Takatsuki) – japońska siatkarka grająca na pozycji rozgrywającej. Obecnie występuje w drużynie Okayama Seagulls.